# Charles Morice
Pour les articles homonymes, voir Charles Morice (architecte) et Morice.
Charles Morice (né à Saint-Étienne le 15 mai 1860, mort à Menton le 18 mars 1919) est un écrivain français, poète et essayiste.

## Biographie
Charles Morice est né dans une famille très catholique de la bourgeoisie lyonnaise. Son père, capitaine au 66e régiment d'infanterie de ligne, était chevalier de l'ordre impérial de la Légion d'honneur. Il commença sa scolarité à Saint-Étienne, puis au petit séminaire Saint-Jean de Lyon. Reçu bachelier en 1878, il commence des études de droit. Il rencontre alors Thérèse Peraldo dont il devient amoureux. Devant l'opposition de sa famille, il s'enfuit avec elle pour Paris en 1882.
Ayant perdu la foi dans ces tribulations, il collabore à la revue anticléricale La Nouvelle Rive gauche. Ses activités de journaliste vont l'amener à s'intéresser à la littérature de son époque, à fréquenter les cénacles, à écrire dans les revues. En 1883, La Nouvelle Rive gauche change d'orientation et sous sa nouvelle appellation, Lutèce, devient le porte-parole du Symbolisme jusqu'à sa disparition en 1886. Il rencontre Verlaine, Mallarmé, Coppée qui lui trouve un emploi à la Direction de l'enseignement primaire, qu'il quittera au bout d'un an. Il collabore à La Revue contemporaine où il publie des études sur Lamartine, Paul Bourget, Baudelaire, Shelley et son propre roman, L'Esprit seul, qui restera inachevé. En proie à de grandes difficultés matérielles, il doit se livrer à toutes sortes de travaux pour survivre. C'est ainsi qu'il sera employé par Ely Halpérine-Kaminsky pour traduire Dostoïevski. Il publie des poèmes dans La Vie moderne, La Vogue, des articles et ses premiers essais critiques.
Pour échapper à ses ennuis financiers, il quitte sa compagne et leur fille Hélène (qu'il avait reconnue) et renoue avec sa famille en s'installant à Lyon en 1887. Il collabore au journal local Le Salut public dans lequel il publie un article sur Verlaine. Mais la nostalgie l'emporte et au bout d'une année, il regagne Paris.
Ses écrits ont commencé à attirer l'attention du milieu littéraire : « M. Charles Morice est très jeune, il appartient lui-même à la littérature de demain.  C'est un poète plein de promesses, d'un talent docte et rare. C'est aussi un esprit méditatif, habile aux spéculations intellectuelles. » dit de lui Anatole France. Son essai La Littérature de tout à l'heure le rend célèbre : « On y discerna le credo d'une génération, la profession de foi que chacun attendait. […] Qui était Charles Morice ? Jusqu'à ce jour un inconnu ; soudain presque l'âme du mouvement, sa conscience, un chef et celui qui se désignait à l'attente de tous comme le réalisateur de demain, comme le grand poète sur qui l'on pouvait compter. » On le considère comme le cerveau du Symbolisme ; d'ailleurs, c'est à lui que le mouvement doit son nom et il prendra fréquemment la plume pour le défendre. Il fréquente les samedis de La Plume, prend part à la (re)fondation du Mercure de France, donne des conférences en Suisse et en Belgique. Désormais il s'intéresse à la peinture, à la sculpture, à l'architecture.
En mai 1896 il épouse Élisabeth Fournier de Saint-Maur, veuve du comte Joseph Vien et mère d'une Gabrielle, dite By, qui sous le pseudonyme de Marie Jade publiera un roman à clés peu amène pour son beau-père. Mais ses difficultés financières l'amènent à accepter toutes sortes de besognes, enquêtes, travail de secrétariat, organisation d'expositions, et l'éloignent de la littérature. En octobre 1896 il s'installe à Bruxelles avec sa femme. Il donne des conférences, publie des articles dans les journaux, sa femme donne des leçons de piano. Son fils Albert naît en 1897. De 1899 à 1901, il enseigne à l'Université nouvelle de Bruxelles. Il fonde avec l'avocat Charles Dejongh L'Action humaine où il militera contre la peine de mort. En 1901 il est de retour à Paris. Il tient la rubrique judiciaire dans Le Matin, la rubrique art moderne dans Le Mercure. Son activité littéraire a tellement diminué que le Supplément du Nouveau Larousse le donne mort en 1905. Il sera secrétaire de Rodin et collaborera à son livre Les Cathédrales. Il se convertit et se marie religieusement le 22 mai 1909 à Vanves, collabore à Paris-Journal, y fait découvrir Giraudoux, Alain-Fournier.
L’Académie française lui décerne le prix Xavier-Marmier en 1918.
Malade, il part pour le Midi et meurt (sa femme et lui s'étaient séparés en 1915) à Menton en 1919.

## Morice et Verlaine
Le 10 novembre 1882, Verlaine publie, dans le Paris moderne de Vanier, Art poétique composé en 1874, dans la prison de Mons. Le 8 décembre Morice, sous son pseudonyme Karl Mohr, donne dans La Nouvelle Rive gauche un article intitulé « Verlaine Boileau » très critique envers le poème de Verlaine : « Cet art qu'il rêve, soluble dans l'air, gris, indécis et précis, il ne l'a que trop réalisé et lui seul peut comprendre ce qu'il a voulu faire. J'espère donc qu'il n'aura pas de disciple et que cette poésie n'est pas celle de l'avenir. Une seule chose lui reste, malgré lui peut-être, c'est l'harmonie. Écoutez plutôt : "C'est des beaux yeux derrière des voiles, / C'est le grand jour tremblant de midi, / C'est par un ciel d'automne attiédi, / Le bleu fouilli des claires étoiles." Mais il ne faut pas lui demander davantage et nous devons nous féliciter de ne pas l'entendre puisqu'il ne veut être entendu. » Verlaine lui répond le 15 décembre par un article où il défend son point de vue avec tant de simplicité et de mesure que l'arrogant jeune homme va devenir son plus fervent admirateur. Cette controverse a beaucoup contribué à faire connaître Verlaine : « Le retentissement de l'article de Ch. Morice appelant ainsi l'attention sur le poème de Verlaine est en grande partie à l'origine de la gloire du poète, encore inconnu en 1882. » Grâce à Morice, Verlaine peut publier, dans Lutèce, Les Poètes maudits. Morice, qui avait révélé Corbière aux lecteurs de la revue, avait attiré l'attention de Verlaine sur l'auteur des Amours jaunes. C'est Morice qui donne à Verlaine l'idée d'une seconde série des Poètes maudits. Pendant les deux années que Verlaine passera à Coulommes puis dans les hôpitaux, Morice se chargera pour lui de multiples travaux, démarches, envois de revues, sollicitations de toutes sortes. Il l'intéressa à la nouvelle poésie. Il fut le premier à lui consacrer une longue étude publiée par Vanier en 1888 (donc du vivant de Verlaine). En retour, Verlaine lui dédia Art poétique lors de sa publication dans Jadis et naguère, le décrivit dans Amour, (sonnet repris dans Dédicaces XXXVI) et dans Gosses XII. Morice sera également le premier à publier les œuvres complètes du poète : cinq volumes chez Messein en 1911, suivis de trois volumes d'œuvres posthumes.
Morice est aussi à l'origine de la réalisation par Eugène Carrière de son Portrait de Verlaine,.

## Morice et Gauguin
Morice fit la connaissance de Gauguin dans l'atelier du peintre Armand Seguin où il accompagnait sa belle-fille By, dont le peintre faisait le portrait. Seguin était un élève de Gauguin qui lui rendait souvent visite et qui rencontra ainsi Morice. Ils devinrent amis. Quand Gauguin entreprit d'écrire la relation de son premier séjour à Tahiti, peu confiant dans ses qualités d'écrivain, il demanda à Morice, alors à Bruxelles, de réviser le manuscrit de Noa Noa. Morice s'acquitta de cette tâche et publia le texte révisé dans La Revue blanche. Les commentateurs s'accordent pour considérer que l'intervention de Morice a dénaturé l'œuvre de Gauguin. Lorsque Gauguin meurt en 1903, Morice lui rend hommage dans Le Mercure et il publiera à la fin de sa vie un ouvrage qui est l'une des premières biographies à lui être consacrée.

## Œuvres

### Traductions
(avec Ely Halpérine-Kaminsky)
- Dostoïevski, L'Esprit souterrain, Plon, 1886 [lire en ligne]
- Dostoïevski, Les Frères Karamazov, Plon, 1888 [lire en ligne]
- Dostoïevski, Celle d'un autre, Plon, 1888 [lire en ligne]
- Nekrassov, Poésies populaires lire en ligne sur Gallica

### Essais
- Demain, questions d'esthétique, 1888
- Paul Verlainee, Vanier, 1888 lire en ligne sur Gallica
- La Littérature de tout à l'heure, Perrin, 1889
- Du sens religieux de la poésie, 1893
- Paul Verlaine, l'Homme et l'Œuvre, Vanier, 1898
- L'esprit belge, Georges Balat, 1899
- Eugène Carrière, l'homme et sa pensée, 1906
- Il est ressuscité !, 1911  — traduction anglaise : He is risen again, E. Nash, 1911

### Poésies
- Quincaille, Albert Messein éditeur, 1914 lire en ligne sur Gallica
- Le Rideau de pourpre, 1921 lire en ligne sur Gallica

### Édition récente
- La peinture en 1905. Enquête sur les tendances actuelles des arts plastiques, éd. Philippe Dagen, Les Lettres modernes, 1986 — L'enquête de Morice est parue dans trois livraisons du Mercure à l'été 1905